# Маш Ента Гершівна
Ента Гершвна Маш (уроджена Ройтман, їд. יענטע מאַש‎ Енте Маш, на івриті — Яель Маш ; 17 березня 1922, Згуриця, Сороцький повіт, Бессарабія — 31 березня 2013, Хайфа) — єврейська письменниця. Писала на їдиші .

## Життєпис
Енте Маш народилася в бессарабському єврейському містечку Згуриця (тепер Дрокійського району Молдови) у 1922 році. Навчалася в івритській гімназії мережі « Тарбут», закінчила румунську гімназію для дівчаток та перший курс Кишинівського педагогічного інституту . Після приєднання Бессарабії до СРСР, в 1941 році разом з матір'ю, Шпринцей Пекер-Ройтман, була вислана на поселення та примусові роботи до Сибіру, де мати загинула в 1943 році. Батько (Ерш Ройтман) був заарештований тоді ж і загинув у таборі. Звільнившись у 1948 році, Маш повернулася до Молдови, оселилася в Кишиневі, працювала бухгалтером і жила до від'їзду до Ізраїлю у 1977 році. Оселилася в Ашдоді, де тривалий час також працювала бухгалтером.
Енте Маш походила з літературної родини: чоловік сестри — єврейський письменник Янкл Якір, племінниця — кишинівська письменниця Світлана Якір. Сама Енте Маш почала писати лише після приїзду до Ізраїлю, з того часу публікувалася у всіх основних періодичних виданнях, що виходять на їдиші в Ізраїлі, США та інших країнах, регулярно співпрацювала з «Єрусолаїмер Алманах» (Єрусалимський альманах, редактори Йосип Керлер та Меєр Харац), «Ді Голдене Кейт» (Золотий ланцюжок, Тель-Авів, редактор Авром Суцкевер), « Форвертс» (Вперед, Нью-Йорк, редактор Борис Сандлер), «Ідіше Култур» (Єврейська культура, Нью-Йорк, редактор Иче Голдберг (1904—2006).
У тель-авівському видавництві І. Л. Перец Фарлаг вийшли три збірки оповідань Енте Маш про життя бессарабських євреїв до німецько-радянської війни, в сибірському засланні та в Ізраїлі — «Тіф Ін Дер Тайге» (Глибоко в тайзі, 1990), «Мешане-Мокем» (Зміна місць, 1993) і «Бесарабер Мотивн» (Бессарабські мотиви, 1998). У 2007 році видавництво Х. Лейвік випустило нову збірку новел та есеїстики «Дер Лецтер hакофэ» (На останньому витку). Книги «Глибоко в тайзі» та «Бессарабські мотиви» вийшли також на івриті (у перекладах відповідно Єгуда Гур-Ар'є та Меіра Авні). Критиками відзначалися відточеність сюжетної лінії та колоритність південної (бессарабської) жіночої мови, властива авторові більшості оповідань.
Лауреат літературних премій Мангера (1999, вища літературна премія для літераторів, що пишуть на їдиші), Гофштейна (2002) і Лейба Рубінліхта (2004).
Переклад збірки оповідань Енти Маш англійською мовою «On the Landing» (На пристані, 2018), виконаний Еллен Касседі (англ. Ellen Cassedy), у 2016 році був удостоєний стипендії міжнародного ПЕН-клубу .

### Книги
- טיף אין דער טײַגע (тиф ін дер тайге — глибоко в тайзі, оповідання), І. Л. Перець-Фарлаг: Тель-Авів, 1990.[5] Вийшла також у перекладі івритом Єгуда Гур-Ар'є під назвою במעמקי הטייגה (Глибоко в тайзі).
- משנה-מקום (мешане-мокем — зміна місця), І. Л. Перець-Фарлаг: Тель-Авів, 1993.
- בעסאַראַבער מאָטיװן (бесарабэр мотивн — бессарабские мотивы), І. Л. Перец-Фарлаг: Тель-Авів, 1998. Вийшла также на івриті: מוטיבים בסרביים: סיפורים וזכרונות, יעל (ינטה) מאש, переклад Меїра Авні, Місрад hаБитахон: Тель- Авів, 2002.
- די גאָלדענע פּאַװע («Хліб» — бройт, оповідання у виконанні автора), CD аудіокнига Ді Голдене Паве (Золотий Павич), Дарем (Durham), Північна Кароліна, 0, США .
- אַ מעשׂה מיט אַ בליצלאָמפּ (а майсе міт а бліцломп — історія з фотоспалахом , оповідання у виконанні М. Бен-Аврома, уривок тут — трек № 2);, 2007.
- מיט דער לעצטער הקפֿה (міт дер лецтер hакофэ — на останньому витку, оповідання), Х. Лейвік-Фарлаг: Тель-Авів, 2007.
- On The Landing (на пристані). Translated by Ellen Cassedy. Northern Illinois University Press, 2018. — 192 p.[6]